# Open Theology

Open Theology (дословно — «Открытое богословие») — рецензируемый академический журнал открытого доступа, издаваемый De Gruyter с 2015 года. Тематика журнала — теология и религиоведение. Главный редактор — Чарльз Талиаферро (Колледж Святого Олафа).

## Индексирование
Журнал реферируется и индексируется в базах данных EBSCO, Emerging Sources Citation Index, ERIH PLUS и Scopus.